# NGC 1120
NGC 1120 je galaksija u zviježđu Eridan.

## Vanjske poveznice
- SEDS: NGC 1120